# Raúl Lobaco
Raúl Lobaco Muñoz (Zaragoza, 29 de noviembre de 2000) es un jugador de baloncesto español que mide 1,90 metros y actualmente juega de escolta en el Oviedo Club Baloncesto de la Liga LEB Oro.

## Trayectoria
Lobaco se formó en la cantera del Basket Zaragoza 2002 por el que pasó por todas las categorías inferiores del club, hasta ser asiduo de los entrenamientos del primer equipo y formar parte de la plantilla del Basket Zaragoza en Liga EBA en la temporada 2018-19.
El 20 de mayo de 2018, debutó en la Liga Endesa con el Tecnyconta Zaragoza frente al Montakit Fuenlabrada.
En la temporada 2019-20, el jugador es cedido al CB Pardinyes de Liga LEB Plata, en el que promedia 24,2 minutos por partido, 7,6 puntos, 3,3 rebotes y un porcentaje de tiros de dos puntos de 50´6% y de 32´9% en tiros de tres puntos.
En la temporada 2020-21, el jugador es cedido al Club Baloncesto Ciudad de Ponferrada de Liga LEB Plata, en el que tuvo unos promedios de 6,9 de valoración, anotando 8,5 puntos, con un acierto del 39% desde el triple, 2,7 rebotes y 1,3 asistencias.
El 26 de julio de 2021, tras desvincularse del Casademont Zaragoza, el jugador firma en propiedad por el Oviedo Club Baloncesto de la Liga LEB Oro.
El 17 de agosto de 2022, firma por el Basket Navarra Club de la Liga LEB Plata.
El 28 de julio de 2023, firma por el Oviedo Club Baloncesto de la Liga LEB Oro.